# نبرد میونگ‌نیانگ
نبرد میونگ نیانگ (انگلیسی: Battle of Myeongnyang) در بیست و ششم اکتبر ۱۵۹۷ اتفاق افتاد، ناوگان دریایی پادشاهی کره ای چوسان که توسط دریاسالار یی سون شین هدایت می‌شد، با ناوگان ژاپن در تنگهٔ میونگ نیانگ که در نزدیکی جزیره جیندو در گوشه جنوب غربی شبه جزیره کره واقع بود مبارزه کرد.